# 유콘 표준시
유콘 표준시(Yukon Standard Time Zone, UST)는 1971년부터 협정 세계시(UTC)에서 9시간을 뺀 UTC-9, 또는 1972년 전까지 그리니치 평균시였던 시간대를 말한다.
유콘 표준시는 알래스카(4개의 시간대로 이루어져 있다)의 Yakutat 주변의 지역을 통칭하는 유콘을 포함한다. 그러나, 1975년에 유콘의 시간대는 공식적으로 태평양 표준시(PTC, UTC-8)로 변경되었다. 게다가, 1983년에 알래스카는 4개의 표준시에서 2개의 표준시를 가지고 있는 지방이 되면서, 알래스카 표준시(AKST)인 지역이 가장 많은 상태가 되었다.

## 같이 보기
- 캐나다 시간